# Psacalium globosum
Psacalium globosum là một loài thực vật có hoa trong họ Cúc. Loài này được (B.L.Rob. & Fernald) H.Rob. & Brettell miêu tả khoa học đầu tiên năm 1973.